# Delhi Open 2024
Il Delhi Open 2024 è stato un torneo maschile tennis professionistico. È stata la 4ª edizione del torneo, facente parte della categoria Challenger 75 nell'ambito dell'ATP Challenger Tour 2024, con un montepremi di 80 000 $. Si è giocato dal 26 febbraio al 3 marzo 2024 sui campi in cemento del R.K. Khanna Tennis Complex di Nuova Delhi, in India.

## Partecipanti

### Teste di serie
| Nazionalità   | Giocatore         | Ranking* | Testa di serie |
| ------------- | ----------------- | -------- | -------------- |
| Francia       | Benjamin Bonzi    | 128      | 1              |
| Australia     | Adam Walton       | 154      | 2              |
| Monaco        | Valentin Vacherot | 173      | 3              |
| Rep. Ceca     | Dalibor Svrčina   | 178      | 4              |
| Regno Unito   | Oliver Crawford   | 191      | 5              |
| Corea del Sud | Hong Seong-chan   | 194      | 6              |
| Italia        | Federico Gaio     | 204      | 7              |
| Portogallo    | Gonçalo Oliveira  | 215      | 8              |

* Ranking al 19 febbraio 2024.

### Altri partecipanti
I seguenti giocatori hanno ricevuto una wild card per il tabellone principale:
- Ramkumar Ramanathan
- Mukund Sasikumar
- Karan Singh

I seguenti giocatori sono passati dalle qualificazioni:
- Philip Sekulic
- Moez Echargui
- Siddharth Vishwakarma
- Samuel Vincent Ruggeri
- Muhammad Rifqi Fitriadi
- Jonáš Forejtek

## Punti e montepremi
| Torneo    | Torneo              | V     | F     | SF    | QF    | 2T    | 1T  | Q | Q2  | Q1  |
| Singolare | Punti               | 75    | 44    | 22    | 12    | 6     | 0   | 4 | 2   | 0   |
| Singolare | Premi in denaro ($) | 9 880 | 5 820 | 3 450 | 2 000 | 1 165 | 720 | – | 360 | 185 |
| Doppio    | Punti               | 75    | 44    | 22    | 12    | –     | 0   | – | –   | –   |
| Doppio    | Premi in denaro ($) | 4 250 | 2 450 | 1 480 | 880   | –     | 500 | – | –   | –   |

## Campioni

### Singolare
Geoffrey Blancaneaux ha sconfitto in finale  Coleman Wong con il punteggio di 6–4, 6–2.

### Doppio
Piotr Matuszewski /  Matthew Romios hanno sconfitto in finale  Jakob Schnaitter /  Mark Wallner con il punteggio di 6–4, 6–4.